# Anodoration
Genre
Anodoration est un genre d'araignées aranéomorphes de la famille des Linyphiidae.

## Distribution
Les espèces de ce genre se rencontrent au Brésil et en Argentine.

## Liste des espèces
Selon World Spider Catalog (version 16.5, 25/07/2015) :
- Anodoration claviferum Millidge, 1991
- Anodoration tantillum (Millidge, 1991)

## Publication originale
- Millidge, 1991 : Further linyphiid spiders (Araneae) from South America. Bulletin of the American Museum of Natural History, no 205, p. 1-199 (texte intégral).